# Foundation of the Apostles Congregational Church
Foundation of the Apostles Congregational Church är ett kristet trossamfund i Sydafrika.
Kyrkans ärkebiskop Goodman Khanyase gjorde sig i mars 2007 känd genom att viga den kontroversielle ANC-politikern Jacob Zuma till pastor.